# ملسون (افتح يا سمسم)
ملسون وهي شخصية دمية جورب، قام بدوره الفنان توفيق العشا قدم الشخصية في الجزئين الأول والثاني، أما في الثالث فقام طارق العلي بتقديم الشخصية.
هي إحدى الشخصيات الكرتونية التي ظهرت في برنامج افتح يا سمسم و هو النسخة العربية من البرنامج الأمريكي (بالإنجليزية: Sesame Street)، لكن شخصية ملسون الطائر بحد ذاتها لم تكن موجودة في النسخة الأمريكية إنما استحدثت في النسخة العربية، هي و نعمان.